# Guepardo-americano
O guepardo-americano ou chita-americana (género Miracinonyx) é um género de pelo menos duas espécies de felinos extintos, morfologicamente similar à chita moderna, mas com  adaptações que possibilitam que aqueles corressem rapidamente. Provavelmente evoluiram de forma independente. Existiu desde há três milhões de anos até há dez ou vinte mil anos no continente americano. O guepardo (ou chita) é do gênero Acinonyx, ao qual a chita moderna e seus antepassados mais próximos pertencem, e podem ser mais estreitamente relacionadas com espécies de Puma.
Duas espécies foram identificadas: Miracinonyx inexpectatus e M. trumani. Às vezes uma terceira espécie, M. studeri, é adicionado à lista, mas é mais frequentemente listada como um sinônimo "júnior" de M. trumani. Ambas as espécies são morfologicamente semelhantes às chitas modernas, com rostos encurtado e cavidades nasais expandidas para aumentar a capacidade de oxigênio, com pernas adaptadas para correrem velozmente. No entanto, estas semelhanças não são herdadas de um ancestral comum, mas de evolução paralela.

## Taxonomia e evolução
A investigação sobre a chita americana tem tido resultados contraditórios. Inicialmente acreditava-se que se tratava de um representante antigo dos pumas, antes de ser reclassificado na década de 1970 como um parente próximo do chita. Isto sugere que os ancestrais das chitas divergiram da linhagem do Puma nas Américas e migraram de volta ao Velho Mundo, uma reivindicação reiterada, muito recentemente por Johnson et al. (2006). Uma outra análise genética e morfológica, sugeriu a inversão da reclassificação: a chita americana desenvolveu características de citas através da evolução convergente, mas são mais estreitamente relacionadas com o puma e não com o moderno chita da África e da Ásia. A suposta origem Americana do moderno chita é então equivocada; porém, acredita-se terem evoluído dos acentrais com características de puma, tanto no Velho como no Novo Mundo.
Pensa-se que M. trumani e o puma evoluíram a partir de um ancestral parecido com um puma em torno de três milhões de anos atrás; mas onde M. inexpectatus se encaixa não é claro, embora seja provavelmente uma versão mais primitiva de M. trumani.

## Miracinonyx trumani
M. trumani foi o mais semelhante às chitas na morfologia. Viviam nas pradarias e planícies do oeste da América, foi provavelmente um predador de animais de  planícies. Uma de suas presas seria o Pronghorn. A  predação que o Miracinonyx exercia é o que se pensa ser a razão dos Pronghorns evoluirem de forma a correr tão rapidamente. 96 km/h era a sua velocidade máxima e muito mais do que necessário para fugir dos predadores como pumas e os lobos cinzentos.
A semelhança entre M. trumani e a chita é um exemplo de evolução paralela. Como as savanas tornaram-se mais comuns tanto na  África como na América do Norte, as espécies de ambos os continentes evoluíram para predar os novos herbívoros. As garras de M. trumani tornaram-se apenas parcialmente retráteis, para serem utilizados para uma melhor aderência em altas velocidades, tal como os guepardos modernos (que tem garras semi-retrácteis, aparentes mesmo quando recolhidas ao máximo).

## Miracinonyx inexpectatus
As proporções de M. inexpectatus eram mais parecida com a do puma. Tinha garras retráteis, e embora tenha sido mais rápido do que o puma por conta de seu físico magro, também pensa-se ter sido mais adepto a escalar do que M. trumani.